# Bentley Crag
Der Bentley Crag (englisch) ist ein etwa 1000 m hoher Felsvorsprung an der Loubet-Küste des Grahamlands im Norden der Antarktischen Halbinsel. Auf der Arrowsmith-Halbinsel ragt er in den Seue Peaks auf.
Der Falklands Islands Dependencies Survey kartierte ihn anhand von Vermessungen und Luftaufnahmen zwischen 1956 und 1959. Das UK Antarctic Place-Names Committee benannte ihn 1960 nach dem US-amerikanischen Meteorologen Wilson Bentley (1865–1931), einem Experten der Mikrofotografie von Schnee- und Eiskristallen.